# روجر سميث
روجر سميث (بالإنجليزية: Roger Smith)‏ (و. 1925 – 2007 م) هو، من الولايات المتحدة الأمريكية، ولد في كولومبوس، أوهايو، توفي في ديترويت، ميشيغان، عن عمر يناهز 82 عاماً.

## مناصب
تولى منصب كبير الإداريين التنفيذيين.

## التعليم
تعلم في جامعة ميشيغان، وكلية روس لإدارة الأعمال ‏.

## الخدمة العسكرية
خدم في بحرية الولايات المتحدة.

## روابط خارجية
- روجر سميث على موقع مونزينجر (الألمانية)